# Kraft von Heugel
Kraft Heinrich Joseph Bernhard Ernst von Heugel (* 24. Juli 1849 in Breslau; † 2. August 1905 in Moys) war ein preußischer Generalmajor.

## Leben

### Herkunft
Kraft entstammte der II. Linie des Reichsadelsgeschlechts von Heugel. Er war ein Sohn des preußischen Oberstleutnants Heinrich von Heugel (1809–1883) und dessen Ehefrau Maria, geborene Bönisch (1822–1898), sowie ein Enkel des preußischen Land- und Kriegsrats Ernst Gottlieb Sigismund von Heugel (1763–1835).

### Militärkarriere
Aus dem Kadettenkorps kommend wurde Heugel am 11. April 1867 als Sekondeleutnant dem 3. Garde-Grenadier-Regiment Königin Elisabeth der Preußischen Armee überwiesen. Bei der Mobilmachung anlässlich des Krieges gegen Frankreich trat er zum Ersatz-Bataillon, kam dann zur 8. Kompanie und nahm während der Belagerung von Paris an den Ausfallkämpfen bei Le Bourget teil. Für sein Wirken wurde er mit dem Eisernen Kreuz II. Klasse ausgezeichnet.
Nach dem Friedensschluss erfolgte mit der Beförderung zum Premierleutnant am 16. August 1873 seine Kommandierung als Inspektionsoffizier und Lehrer an die Kriegsschule in Kassel. Während dieses Kommandos betätigte er sich auch als Turn- und Fechtlehrer der Prinzen Wilhelm und Heinrich von Preußen. Nachdem er am 1. Februar 1877 in den Truppendienst zurückgetreten war, avancierte Heugel Anfang April 1881 zum Hauptmann und Chef der 9. Kompanie. Unter Beförderung zum überzähligen Major wurde er Ende März 1890 dem Regiment aggregiert und Mitte Juli des Jahres einrangiert. Mit der Ernennung zum Kommandeur des Füsilier-Bataillons wurde er am 16. Mai 1891 in das Grenadier-Regiment „König Friedrich Wilhelm IV.“ (1. Pommersches) Nr. 2 nach Stettin versetzt. Daran schloss sich am 20. Mai 1896 eine Verwendung als Oberstleutnant und etatmäßiger Stabsoffizier im Pommerschen Füsilier-Regiment Nr. 34 in Bromberg an. Nachdem man Heugel am 18. Juni 1898 zur Vertretung des Kommandeurs des Infanterie-Regiments Nr. 149 nach Schneidemühl kommandiert hatte, wurde er Mitte September mit der Führung des Verbandes beauftragt und am 25. November 1898 unter Beförderung zum Oberst zum Kommandeur ernannt. Als Generalmajor war er ab dem 22. April 1902 Kommandeur der in Trier stationierten 80. Infanterie-Brigade. Anlässlich des Ordensfestes erhielt er in dieser Eigenschaft im Januar 1904 den Roten Adlerorden II. Klasse mit Eichenlaub. In Genehmigung seines Abschiedgesuches wurde Heugel am 24. April 1904 mit der gesetzlichen Pension zur Disposition gestellt.

### Familie
Heugel hatte sich am 28. September 1879 in Kerstenbruch mit Auguste Christiani verheiratet. Aus der Ehe gingen die Söhne Eberhard (* 1880) und Kraft Heinrich (* 1885)  hervor.